# Serial Experiments Lain
Pour le jeu vidéo, voir Serial Experiments Lain (jeu vidéo).
Autre
Serial Experiments Lain (シリアルエクスペリメンツレイン, Shiriaru ekusuperimentsu Rein) est une série d'animation japonaise de 13 épisodes diffusée pour la première fois au Japon du 6 juillet 1998 au 28 septembre 1998 sur TV Tokyo.
Lain présente des images surréalistes et avant-garde et explore des sujets philosophiques tels que la réalité, l'identité et la communication. La série incorpore des influences créatives provenant de l'histoire de l'informatique, le cyberpunk et les théories du complot.
La série reçoit le « Prix d'excellence » du Japan Media Arts Festival en 1998.
Un jeu vidéo du même nom développé par Pioneer LDC sort sur PlayStation en novembre 1998.

## Synopsis
Lain Iwakura est une pré-adolescente timide, solitaire et mal dans sa peau. À la suite de la mort d'une de ses camarades de classe, elle se découvre une passion pour l'informatique et pour le Wired (littéralement « câblé », « grillagé »), sorte d'évolution d'Internet. Un courrier électronique envoyé par cette camarade après sa mort explique que seul son corps a cessé de vivre et qu'elle-même vit à présent dans le Wired. Lain va s'immerger dans ce monde d'interconnexions électroniques, jusqu'à s'y « perdre ».

## Personnages
Étant donné qu'il y a trois Lain, la vraie Lain renvoie à celle qui appartient au monde réel, la seconde est celle du Wired, la troisième est celle qui interagit sur les deux mondes.
Lain Iwakura (岩倉 玲音, Iwakura Rein)
Voix japonaise : Kaori Shimizu (en), voix française : Hélène Bizot
L'héroïne de la série. Cette jeune fille est au début de la série complètement dans sa bulle, très introvertie, seule Alice Mizuki semble s'intéresser à elle. Sa vie avec ses parents et au collège est platonique. Puis elle reçoit un mail de Chisa Yomoda, une fille de son collège qui s'est récemment suicidée. Dès lors, elle se décide à avoir un nouvel ordinateur pour pouvoir mieux utiliser le Wired, comme lui conseillent Chisa et Alice. Cette dernière essaye de la faire sortir de sa solitude et l'emmène dans un night-club ou il semblerait qu'on l'ait aperçue, alors qu'elle-même assure ne pas le connaitre. La soirée tourne mal quand un fou armé tue une personne, Lain va néanmoins le pousser à se suicider en prononçant une étrange phrase. Après cela, le comportement de Lain va de plus en plus se modifier, elle va finir par comprendre que la Lain du Wired interagit avec la vraie Lain, la poussant à faire des choses qu'elle ne désire pas. Au long de la série, les deux Lain vont se développer de leur côté mais vont laisser émerger une troisième Lain, qui va chercher à les détruire, elles et ses amis, en particulier Alice. Lain va finir par comprendre les vraies intentions d'Eiri Masami, créateur du Wired actuel, et va comprendre quel est son véritable intérêt dans le Wired. Durant la série, Lain va plus ou moins sombrer dans la schizophrénie et la paranoïa, tout comme sa sœur et Alice.
Design original de Yoshitoshi ABe, elle possède un regard de poupée interrogateur. Lain semble hors des évènements, spectatrice de sa propre existence. Le me-pachi (quasi absence de clignement des yeux) renforce encore cette sensation[réf. nécessaire].
Masami Eiri (英利 政美, Eiri Masami)
Voix japonaise : Shō Hayami, voix française : Jean-Marie Boyer
Chercheur à l'institut Tachibana, il a développé l'idée d'un réseau neuronal qui relierait toute l'humanité sans aucune intervention technique. Afin d'expérimenter sa théorie, Eiri modifia la septième version du protocole et le rendit capable d'exploiter les résonances de Schumann. Le scientifique fut licencié lorsque l'institut découvrit ses agissements. Une semaine plus tard, son corps fut découvert sans vie au bord d'une voie ferrée. Eiri Masami est une sorte de gourou du Wired, étant l'un de ses créateurs, cela est surtout dû au fait qu'il possède des « pouvoirs », plus grands dans le Wired, que les autres personnes (à l'exception peut-être de Lain). Il va accéder à une espèce d'immortalité, mais sa désincarnation l'a rendue un peu fou. Il fera tout pour dominer le Wired et détruire la frontière entre ce monde et le monde réel.
Yasuo Iwakura (岩倉 康男, Iwakura Yasuo)
Voix japonaise : Ryūsuke Ōbayashi (en), voix française : Bernard Demory
Le père de Lain et Mika. Il travaille dans l'informatique, dans le même laboratoire qu'Eiri Masami en fait. C'est lui qui va plus ou moins pousser Lain à utiliser le Wired. Il regarde sa fille avec un mélange de peur et de fierté. Étrangement, il ne remarquera même pas ce qui arrive à sa fille ainée.
Miho Iwakura (岩倉 美穂, Iwakura Miho)
Voix japonaise : Rei Igarashi (en), voix française : Christine Paris
Alice Mizuki (瑞城 ありす, Mizuki Arisu)
Voix japonaise : Yōko Asada (en), voix française : Caroline Pascal
La meilleure (et seule) amie de Lain. Alice est dans la même classe que Lain et semble la seule à s'intéresser à elle. Alice va tenter d'extirper Lain de sa bulle, mais cela ne va que l'orienter vers le Wired. Les autres Lain vont alors tourmenter Alice en répandant des rumeurs sur elle dans l'école, ce qui va la plonger dans une profonde dépression. La vraie Lain va elle de son côté essayer de vaincre ses démons intérieurs pour protéger son amie de ses dangereux alter ego.
Le scénariste ayant collaboré à la création de l'OAV du jeu vidéo Alice in Cyberland, le personnage de l'anime qui ne devait avoir qu'un rôle secondaire va s'étoffer pendant l'écriture du script[réf. nécessaire]. Les deux personnages (d'Alice dans Alice in Cyberland et d'Alice dans Serial Experiments Lain) ont également la même seiyū.
Mika Iwakura (岩倉 美香, Iwakura Mika)
Voix japonaise : Ayako Kawasumi, voix française : Susan Sindberg
La sœur ainée de Lain. Elle est, selon l'auteur, la seule personne « normale » de la famille. Âgée de quelques années de plus que sa sœur, elle va s'intéresser un peu plus à elle quand celle-ci va s'investir dans le Wired. Malheureusement, Mika va être sérieusement atteinte par les hallucinations projetées involontairement par Lain et le Wired. Traumatisée par les visions d'horreurs que sa sœur lui envoie, elle finira la série à l'état de légume.
Taro (タロウ, Tarō)
Voix japonaise : Keito Takimoto
Un des hommes de main des Chevaliers. Il veut en fait devenir un des Chevaliers, mais trop jeune (il a à peu près l'âge de Lain) il est cantonné aux petites besognes. Il traine régulièrement au club Cybéria avec deux de ses amis, c'est là qu'il y rencontrera la vraie Lain (il a en effet rencontré le double de Lain dans le Wired). Il va tenter d'aider Lain à percer le mystère des Chevaliers et d'Eiri Masami. En réalité, il est complètement manipulé par ceux-ci.
Employé de bureau
Voix japonaise : Shigeru Chiba
Il est de Tachibana General Laboratories.
Les hommes en noir
Karl Haushoffer (カール・ハウスホッファ, Kāru Hausuhoffa), Voix japonaise : Jouji Nakata
Lin Suixi (chinois : 林随錫 ; pinyin : Lín Suíxī), Voix japonaise : Takumi Yamazaki.
Des hommes opposés au Chevaliers. Ce sont des informaticiens qui se sont donné pour mission de se débarrasser des Chevaliers et de supprimer définitivement Eiri Masami, qu'ils suspectent de vouloir devenir omnipotent dans le Wired. Ils vont tout d'abord s'attaquer à Lain, puis vont plus ou moins s'allier à elle pour en finir avec le Dieu du Wired qu'est devenu Masami. Ils sont très mystérieux et il est ardu de comprendre ce qu'ils veulent réellement.
Chisa Yomoda (四方田 千砂, Yomoda Chisa)
Voix japonaise : Sumi Mutoh
La jeune fille suicidée.
Reika Yamamoto (山本 麗華, Yamamoto Reika)
Voix japonaise : Chiharu Tezuka (en)
Une camarade de classe de Lain
Julie Kato (加藤 樹莉, Katō Juri)
Voix japonaise : Manabi Mizuno
Une camarade de classe de Lain.
Masayuki (マサユキ)
Voix japonaise : Sora Fujima
Un ami de Taro.
Myu-Myu (ミューミュウ, Myūmyuu)
Voix japonaise : Yuki Yamamoto
Une amie de Taro
Narrateur
Voix japonaise : Takashi Taniguchi (en)
Il fait des commentaires sur les documentations.
Les Chevaliers (Knights)
Les fidèles d'Eiri Masami. C'est par leur intermédiaire qu'Eiri est devenu si puissant dans le Wired. Ce sont tous des hackers très puissants dans le Wired qui vivent partout dans le monde. Entre eux et les Hommes en Noir règne une guerre constante. Tout comme leurs ennemis, leurs buts sont très nébuleux. Inspirés des Templiers, ils font également référence aux Knights of the Lambda Calculus (en), hackers opérant sous UNIX[réf. nécessaire].

## Liste des épisodes
Les épisodes sont officiellement numérotés en tant que layer (couche, niveau ou calque en anglais, allusion aux couches du modèle OSI), en référence aux phrases de certains personnages qui estiment que le Wired est une dimension parallèle au monde réel, que ces mondes sont des tranches de mondes.
1. Weird
2. Girls
3. Psyche
4. Religion
5. Distorsion
6. Kids
7. Society
8. Rumors
9. Protocol
10. Love
11. Infornography
12. Landscape
13. Ego

## Production
Serial Experiments Lain a été conçue pour être une série originale au point de constituer un « énorme risque » pour son producteur Yasuyuki Ueda (en). Ce dernier affirme que Lain était une sorte de guerre culturelle contre la culture américaine et le sens des valeurs américaines que le Japon avait adopté après la Seconde Guerre mondiale,,. Il explique plus tard avoir créé Lain sous un ensemble de valeurs qu'il considérait comme distinctivement japonaises et espérait que les américains ne comprennent pas la série tels que les japonais la comprendraient ; cela aurait mené à une « guerre d'idées » sur le sens de l'anime, avec l'espoir que cela débouche sur une nouvelle communication entre les deux cultures. Pour cette raison, il est désappointé lorsqu'il découvre que le public américain interprète la série de la même manière que le public japonais.
La franchise Lain est originellement conçue comme pouvant se décliner à travers plusieurs formes de médias (anime, jeux vidéos, manga). Yasuyuki Ueda déclare que « l'approche choisie pour le projet était de transmettre l'essence de l'œuvre à travers la somme de plusieurs produits médiatiques ». Le scénario pour le jeu vidéo est écrit en premier et produit en même temps que la série d'animation qui sortit pourtant la première. Un dōjinshi intitulé The Nightmare of Fabrication est produit par Yoshitoshi ABe et paru au Japon dans l'artbook An Omnipresence in Wired. Ueda et le scénariste, Chiaki J. Konaka, déclarent que l'idée d'un projet multimédia est courant au Japon, par opposition au contenu de Lain et à la manière dont ils sont exposés.

### Écriture
Les auteurs ayant été interrogés sur l'influence des thèmes et du style de Neon Genesis Evangelion, le scénariste, Chiaki J. Konaka, réfute le rapprochement entre les deux œuvres, avançant qu'il n'avait pas vu Evangelion avant d'avoir fini le 4e épisode de Lain. À l'origine scénariste de films d'horreur, Konaka revendique les influences de  Godard, particulièrement son usage de la typographie à l'écran, de L'Exorciste, de Hell House et de La Fiancée du vampire de  Dan Curtis. Le nom d'Alice, comme les noms de ses deux amies Julie and Reika, proviennent d'une précédente production de Konaka, Alice in Cyberland, largement inspirée des Aventures d'Alice au pays des merveilles. À mesure que la série se développe, Konaka est « surpris » de la manière dont le personnage d'Alice se rapproche de plus en plus du personnage original.
Vannevar Bush (et memex), John Cunningham Lilly, Timothy Leary et ses huit circuits de conscience, Ted Nelson et son projet Xanadu sont cités comme des précuseurs du « Wired ». Douglas Rushkoff est également cité, son livre Cyberia devenant le nom d'un club de nuit peuplé de hackers et d'adolescents techno-punks. De même, le deus ex machina de la série repose sur la conjonction des résonances de Schumann et de l'inconscient collectif de Jung, les auteurs préférant ce terme à celui de Kabbale ou d'Annales akashiques. Le Majestic 12 et l'affaire de Roswell sont utilisés comme exemples de la manière dont un canular peut influencer l'Histoire alors qu'il a été démontré comme tel en créant tout une sous-culture.

### Character design
Yoshitoshi ABe confesse n'avoir jamais lu de mangas durant l'enfance, ceux-ci étant interdits dans son foyer. Il est en majorité influencé par « la nature et tout ce qui l'entoure ». Concernant spécifiquement le personnage de Lain, ABe revendique l'influence des mangakas Kenji Tsuruta, Akihiro Yamada, Range Murata et Yukinobu Hoshino. De manière plus générale, il explique avoir été influencé par les artistes japonais Kyosuke Chinai et Toshio Tabuchi.
Le personnage de Lain n'était pas sous la seule responsabilité d'ABe. Sa natte droite a par exemple été proposée par le scénariste, Yasuyuki Ueda (en), le but étant de créer une asymétrie afin de refléter l'instabilité de Lain et sa nature déconcertante. Cet élément est conçu comme un symbole mystique, censé empêcher les voix et les esprits d'être entendus de l'oreille droite. Le pyjama qu'elle porte est proposé par le directeur de la character animation (en) Takahiro Kishida. Les ours sont une marque déposée de Konaka brothers, idée à laquelle Chiaki Konaka était à l'origine opposé. Le réalisateur Nakamura explique de quelle manière le motif de l'ours pouvait être utilisé comme un bouclier protégeant des confrontations avec sa famille. Il s'agit également d'un élément clé de la timide Lain du « monde réel ». Lorsqu'elle va pour la première fois dans le club de nuit Cyberia, elle porte un ours pour les mêmes raisons. Rétrospectivement, Konaka déclare que les pyjamas de Lain sont devenus un facteur majeur dans les dessins de fans moe portant sur la série, et remarque que « de tels objets peuvent aussi être importants lors de la création d'un anime ».
Le design original d'ABe était globalement plus compliqué que celui qui est porté finalement à l'écran. Par exemple, la barrette à cheveux en forme de « X » devait être un motif imbriqué de maillons dorés. Les liens devaient s'ouvrir en tournant autour d'un axe jusqu'au moment où le « X » devienne un « = », idée qui n'a finalement pas été reprise lorsque Lain retire sa barrette

### Thèmes
Serial Experiments Lain n'offre pas une histoire linéaire conventionnelle, mais est décrite comme « un anime alternatif, aux thèmes et à la réalisation modernes ». Les thèmes abordés vont de la théologie à la psychologie et sont traités de différentes manières : du dialogue classique à l'introspection par l'image, en passant par l'interrogation directe de personnages imaginaires.
La communication, dans son sens le plus large, est l'un des thèmes principaux traités dans la série,, non seulement par opposition à la solitude mais également en tant que sujet en soi. Le scénariste déclare notamment qu'il désirait directement « transmettre les sentiments humains ». Le réalisateur Nakamura désirait montrer au public, et particulièrement les spectateurs âgés de treize à quatorze ans, « la longueur d'onde multidimensionnelle du moi existentiel : la relation entre soi et le monde ».
L'isolement, ne serait-ce que parce qu'elle représente un manque de communication, est une thématique récurrente à travers Lain. Lain elle-même est « presque douloureusement introvertie, sans amis à l'école, avec une sœur snob et condescendante, une mère étrangement apathique et un père qui semble vouloir s'intéresser à elle, mais qui est tout simplement trop occupé pour lui accorder beaucoup de son temps ». Les amitiés se transforment à la première rumeur, et la seule chanson insérée dans un épisode est intitulée Kodoku no shigunaru, littéralement « signal d'isolement ».
Les troubles psychiques, en particulier les troubles dissociatifs de l'identité, sont un thème important dans Lain : le personnage principal est constamment confronté à ses alter egos, au point où le scénariste Chiaki Konaka et la doubleuse donnant sa voix à Lain, Kaori Shimizu, durent se mettre d'accord pour diviser les dialogues des personnages entre trois différentes orthographes. Les trois noms désignent des « versions » différentes de Lain : La version du monde réelle, la Lain « enfantine », timide et portant des pyjamas ; La lain « avancée », sa personnalité connectée, est audacieuse et interrogatrice ; enfin, la Lain « mauvaise » est sournoise et retorse, et fait tout ce qu'elle peut pour blesser Lain ou ses proches. Pour les distinguer, les auteurs écrivent leurs noms en utilisant respectivement les caractères kanji, katakana et rōmaji.
La réalité ne prétend jamais être objective dans Lain. Les acceptions de ce terme s'affrontent tout au long de la série, telles que la réalité « naturelle », définie par un dialogue normal entre les individus, la réalité « matérielle » et la réalité « tyrannique », imposée par une personne à l'esprit d'autres personnes. Un des débats majeurs concernant les interprétations de la série consiste à déterminer si la matière découle de la pensée ou l'inverse,. L'équipe de production évite soigneusement le « point de vue omniscient divin » afin de souligner le « champ de vision limité » de l'univers de Lain.
La théologie joue également un rôle dans le développement de l'histoire. Lain est parfois interprété comme un questionnement des possibilités d'un esprit illimité dans un corps limité. De l'auto-déification à déicide, la religion, qui est le titre d'un des « Layer » est une part inhérente de Lain.

### Ordinateurs Apple
Lain contient des références étendues aux ordinateurs Apple, la plupart de l'équipe créative utilisant les machines de cette marque, des scénaristes et producteurs à l'équipe d'infographie. Par exemple, le titre de chaque épisode est annoncé par le logiciel de synthèse vocale PlainTalk (en), utilisant la voix « Whisper »[réf. souhaitée].

## Diffusion et sortie
Serial Experiments Lain est originellement diffusé sur TV Tokyo et le réseau TXN du 6 juillet 1998 au 28 septembre 1998. La série est constituée de treize épisodes, désignés dans la série comme des « Layers » (litt. « couches ») de 24 minutes chacun à l'exception du sixième, Kids, durant 23 minutes et 14 secondes.
Le générique d'ouverture de la série, Duvet, est interprété par Jasmine Rodgers et le groupe britannique Bôa. Le générique de fin, Tōi Sakebi (遠い叫び), est interprété par Reichi Nakaido (en).
Au Japon, la série sort sur LD, VHS et DVD avec un total de cinq volumes. Un coffret DVD, « Serial Experiments Lain DVD-BOX Яesurrection », sort accompagné du DVD promotionnel « LPR-309 » en 2000, réédité en 2005 sous le titre « Serial Experiments Lain TV-BOX ». Le Blu-ray « Serial Experiments Lain Blu-ray Box| RESTORE » sort le 23 décembre 2009,.
La série est licenciée en Amérique du Nord par Pioneer Entertainment en VHS et DVD en 1999. La société ferme sa division américaine en décembre 2007, rendant la série épuisée. Lors de l'Anime Expo 2010, Funimation annonce l'acquisition des droits de la série pour une ressortie en 2012. La série est également diffusée aux États-Unis le 15 octobre 2012 sur Funimation Channel.
En France, la série est doublée par le Studio Chinkel. Elle est diffusée du 7 juin 2001 au 16 août 2001 dans La Nuit Manga sur Canal+.

## Produits dérivés

### Art book
- an omnipresence in wired／『lain』 安倍吉俊画集 オムニプレゼンス ［復刻版］[38]

### Jeu vidéo
Le 26 novembre 1998, Pioneer LDC sort un jeu vidéo du même nom que l'anime pour PlayStation.
En mars 2025, l’équipe MJM a annoncé qu'ils allaient sortir Signal, un jeu de rôle officiel sur le thème de l’occulte dérivé de la série Serial Experiments Lain. Prévu pour une sortie le 30 avril 2025, le jeu sera disponible pour Windows et macOS via Steam et itch.io services, avec une édition limitée sur CD-ROM également prévue.